# Burim Kukeli
Burim Kukeli (Gjakova, 1984. január 16. –) albán válogatott labdarúgó, a Zürich játékosa.
Az albán válogatott tagjaként részt vett a 2016-os Európa-bajnokságon.

## Sikerei, díjai
FC Luzern
- Svájci kupadöntős (1): 2011–12

FC Zürich
- Svájci kupa (2): 2013–14, 2015–16